# 武定西路
武定西路是中華人民共和國上海市靜安區西南-東北走向道路，道路西起江蘇路，東至武寧南路。該道路是1911年公共租界工部局越界修建的道路，最初名為开纳路。1943年10月更名為開源路，1950年改名武定路，路名來自於雲南省武定縣。1954年改名武定西路。